# 北出成人
北出 成人（きたで よしひと、1964年1月11日 - ）は、日本中央競馬会(JRA)・栗東トレーニングセンターに所属する調教師。兵庫県出身。

## 来歴
1987年9月にJRA競馬学校に入学。翌年1月に栗東・大根田裕也厩舎の厩務員となり、1990年4月から調教助手となる。2002年3月からは、大久保正陽厩舎の調教助手を務めた。
2005年度調教師試験に合格。合格時の記者会見において、「目標とする調教師」として師弟関係でもなく、特に深い交流も無かった岩元市三調教師（当時）の名を挙げた。後に、その理由について、「オペラオーにずっと和田を乗せ続けたでしょ。あれはなかなかできないこと。すごいことだと思って」と述べている。
2006年3月に厩舎を開業。同年9月16日の札幌1Rをエイシンイップーで制し、初出走から通算75戦目で初勝利を挙げた。
2014年5月31日、京都ハイジャンプを6番人気のルールプロスパーで制し、開業9年目で重賞初制覇。同年の7月19日にはアクティブミノルで函館2歳ステークスを制し、平地重賞初制覇も果たした。
2018年10月2日、阪神10R（道頓堀ステークス）でサフランハートが1着となり、JRA通算200勝を達成した。

## 所属調教助手による不祥事
2018年4月18日夜から19日未明にかけて、北出厩舎内において、当該週の競走に特別登録があった競走馬に口かごを付け、同馬の馬房にトイレ用洗剤を染み込ませたタオルを残置するなどして調教師の業務を妨害したとして、北出厩舎所属の調教助手の1人が威力業務妨害の疑いで滋賀県警草津警察署に逮捕された。
しかし、被害にあった競走馬2頭に異常はなく、その後のレースにも出走していた。
その後、同助手は大津簡易裁判所から偽計業務妨害罪により罰金刑の略式命令を受けた。JRAは裁定委員会を開催し、同助手に対して「2018年7月12日から2023年7月11日までの間、日本中央競馬会の行う競馬に関与することを停止」する処分を下した。

## 調教師成績

### 概要
|            | 日付          | 競馬場・開催  | 競走名                 | 馬名             | 頭数 | 人気 | 着順 |
| ---------- | ------------- | ------------- | ---------------------- | ---------------- | ---- | ---- | ---- |
| 初出走     | 2006年3月5日  | 2回中山4日10R | アクアマリンステークス | マルブツライト   | 16頭 | 7    | 12着 |
| 初勝利     | 2006年9月16日 | 2回札幌3日1R  | 3歳未勝利              | エイシンイップー | 11頭 | 4    | 1着  |
| 重賞初出走 | 2006年3月11日 | 1回阪神5日9R  | 阪神スプリングジャンプ | メジロアービン   | 14頭 | 10   | 12着 |
| 重賞初勝利 | 2014年5月31日 | 3回京都11日8R | 京都ハイジャンプ       | ルールプロスパー | 9頭  | 6    | 1着  |
| GI初出走   | 2006年4月15日 | 3回中山7日11R | 中山グランドジャンプ   | メジロアービン   | 15頭 | 13   | 5着  |

### 主な管理馬
※括弧内は当該馬の優勝重賞競走
- ルールプロスパー（2014・2015年京都ハイジャンプ）
- アクティブミノル（2014年函館2歳ステークス、2015年セントウルステークス）
- グァンチャーレ （2015年シンザン記念）
- エーポス （2020年フィリーズレビュー）
- サクセスエナジー（2018年さきたま杯、かきつばた記念、2019年黒船賞、2020年テレ玉杯オーバルスプリント、兵庫ゴールドトロフィー、2021年東京盃）
- ヒロシゲゴールド（2021年北海道スプリントカップ）
- レディバグ（2023年スパーキングレディーカップ）[11]

### 年度別成績
北出成人の年度別成績（netkeiba.com）を参照

## 厩舎所属者
- 亀田温心（2019年3月1日[12] - 2023年2月28日、騎手）